# کلود بروژرل
کلود بروژرل (فرانسوی: Claude Brugerolles‎; ۱۵ اوت ۱۹۳۱ – ۲۱ نوامبر ۱۹۷۸) دوچرخه‌سوار اهل فرانسه بود.